# Teatro del Libertador General San Martín
El Teatro del Libertador General San Martín, conocido anteriormente como Teatro Rivera Indarte, es el principal teatro de la ciudad argentina de Córdoba y se destaca como sala de conciertos, ópera y ballet. En la actualidad, en este sitio se encuentra la sede de los cuerpos estables de música, canto y danza de la provincia de Córdoba.
Está ubicado en la Avenida Vélez Sarsfield, entre Duarte Quirós y Boulevar San Juan, es actualmente considerado uno de los teatros con mejor acústica del país. La superficie actual del predio donde está emplazado este teatro es de 3640 m², y de superficie cubierta es de 11.700 m². Cuenta con una capacidad de 1077 ubicaciones.
El Gobernador Juan Schiaretti y la presidenta de la comisión nacional de monumentos, Teresa Anchorena, firmaron un convenio para la restauración y puesta en valor del Teatro del Libertador San Martín, para el VIII Congreso Internacional de la Lengua Española que se realizó en marzo de 2019.

## Historia y características
El 17 de mayo de 1887 el gobernador Ambrosio Olmos presentó a las cámaras legislativas el proyecto de creación de un nuevo teatro oficial, afirmando que careciendo de un edificio de esa naturaleza la capital, no  vaciló en firmar ad referéndum ese convenio. Para asegurar la aprobación del proyecto y la financiación de la Legislatura de Córdoba, Ambrosio Olmos encargó al arquitecto italiano establecido en Argentina Francesco Tamburini (une de manera brillante dos edificios preexistentes para nombrar esta creación la nueva Casa Rosada y del segundo y presente edificio del Teatro Colón de Buenos Aires) el proyecto de diseño para el coliseo cordobés. En los planes de Tamburini colaboró el ingeniero italoargentino Giuseppe Franceschi, único especialista en hormigón armado, hasta ese momento, quien dirigió la construcción. El edificio fue elevado sobre un terreno con forma de polígono irregular.

Según la arquitecta Marta Deltrozzo la arquitectura de este teatro "corresponde al modelo de teatro lírico dentro de los lineamientos de la Ópera de París", de Charles Garnier; según el arquitecto Rodolfo Gallardo, Tamburini y su equipo trazaron el proyecto "en las líneas del Manierismo Palladiano".

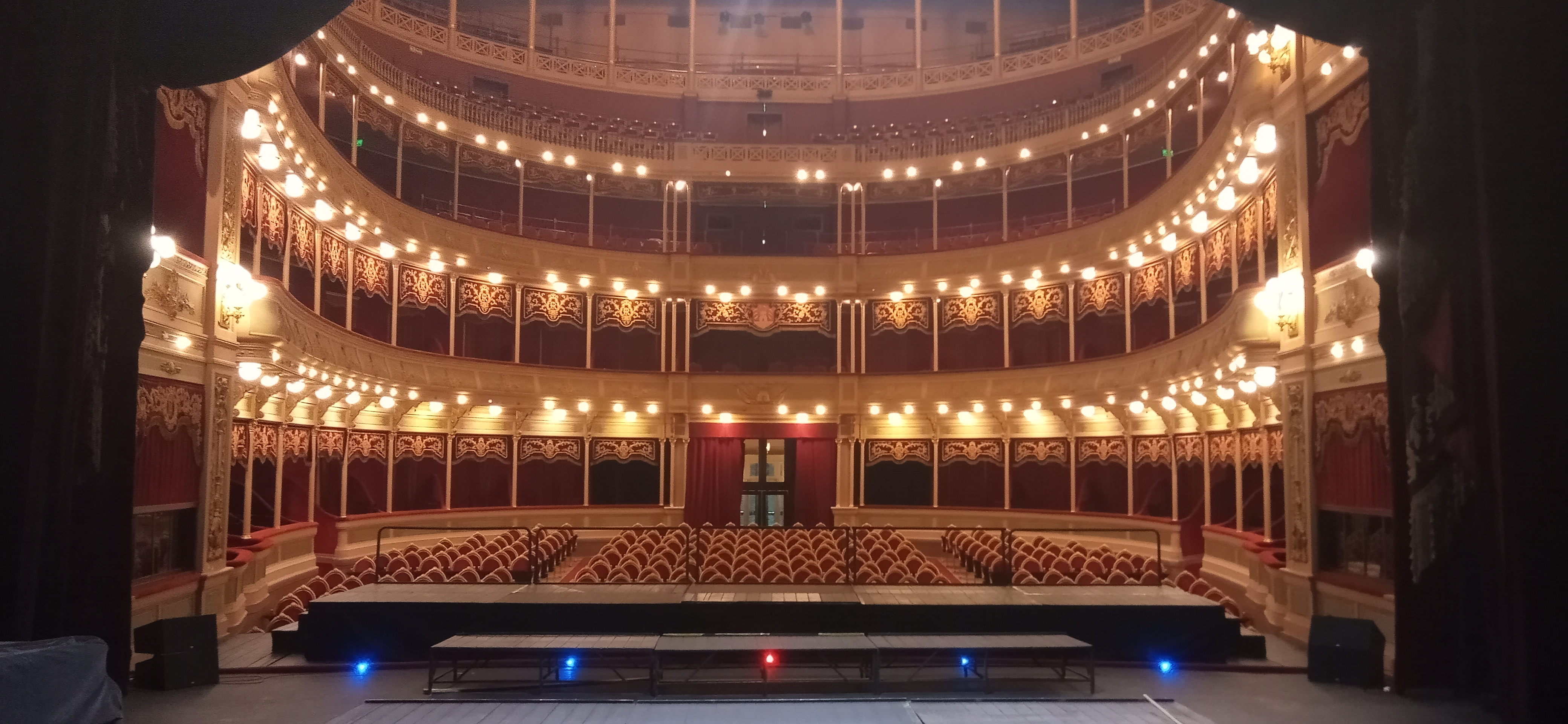
Vista desde el escenario

En la arquitectura del teatro predomina entonces un estilo italianizante ecléctico. El uso principalmente decorativo de columnas, arcos de medio punto, almohadillados, y esculturas traídas de Europa, permite afirmar que el edificio fue concebido desde la corriente llamada "influencia italiana", en boga en el momento de su construcción.

Al diseño de Tamburini se yuxtaponen diseños interiores y exteriores de Arturo Nembrini Gonzaga, que se observan principalmente en los relieves de la fachada y la neoclásica escultura de la gran cuadriga que triunfalmente corona al frontispicio sobre la parte superior central del ático, así como en las pátinas de cardenillo de los elementos de bronce, Arturo Membrini Gonzaga decoró principalmente la bóveda central en un estilo llamado pompeyano a Membrini Gonzaga también se deben los frescos del cielo raso y el grupo de estatuas neoclásicas ubicadas en el ático.

Casi la totalidad de los materiales (por ejemplo: mármol de Carrara), tejidos y maquinaria con que fue edificado el teatro fue importada desde Europa. Actualmente no hay teatros históricos en el mundo que conserven su maquinaria escénica original y “menos en funcionamiento” como ocurre  con el Teatro del Libertador General San Martín.

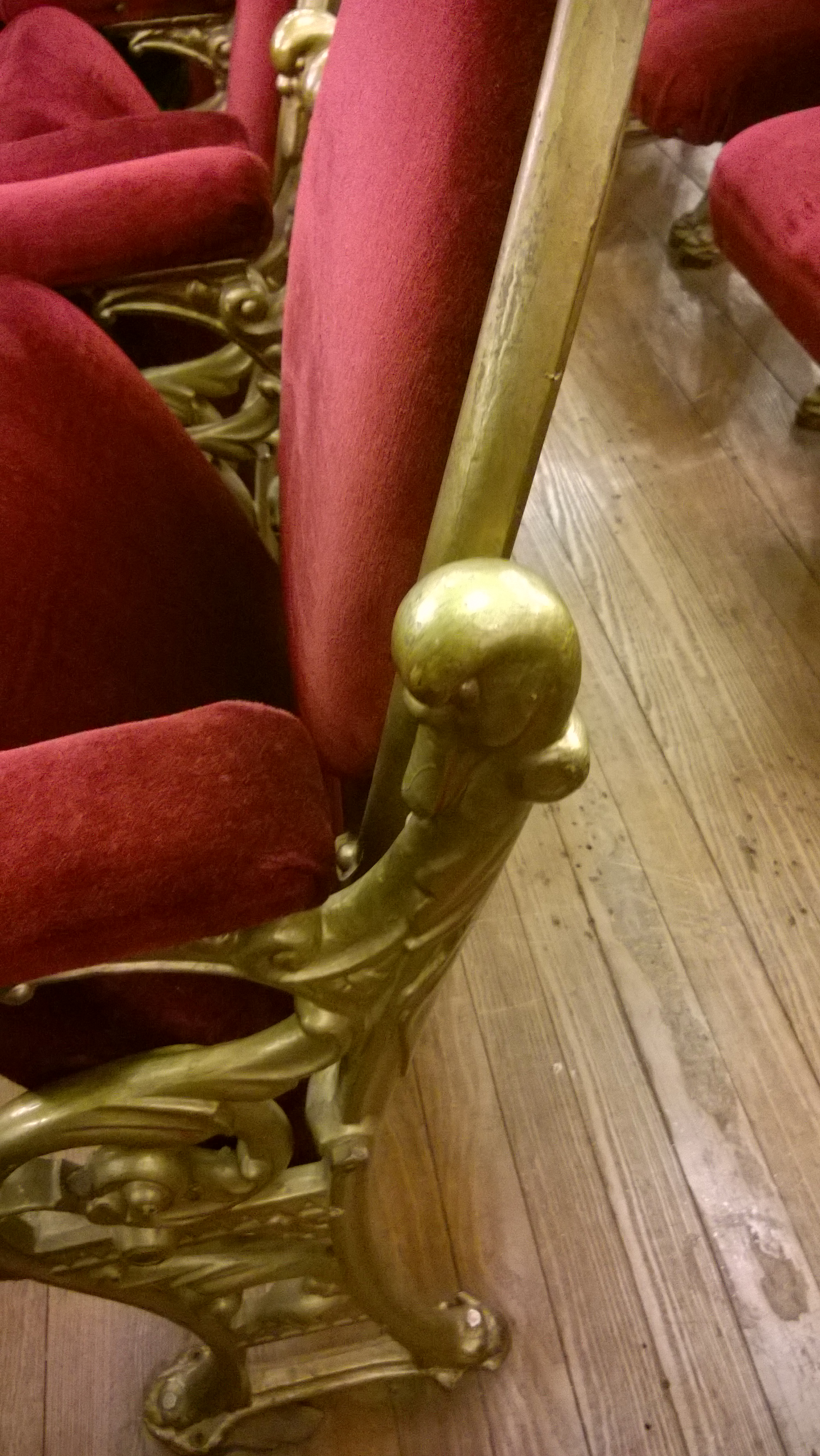
Detalle de una butaca en la platea del Teatro del Libertador General San Martín

La gran sala de conciertos fue diseñada para una capacidad de 1000 espectadores. Su sala de conciertos está en un piso sobre el nivel de base del acceso, el edificio posee cinco plantas y un subsuelo aunque la fachada parece poner en evidencia, por criterios de proporcionalidad, solo dos pisos; las cinco plantas o pisos reales se elevan con cuatro líneas de palcos sobre la platea y el proscenio principales.
La cúpula del techo que se encuentra en el centro de la platea tenía previsto un diseño del pintor Carlos Alonso, quien hoy por su edad y salud no lo puede realizar. En 2019 se colocó finalmente una lámpara con aplicaciones de aluminio y un sistema de luces que imitan los rayos del sol; aprobada por el CIAL porque no altera la acústica.
En el 2005 la capacidad máxima ya era de 1077 personas, distribuidas en el siguiente orden: 382 en platea, 88 en 22 palcos altos, 80 en 20 palcos bajos, 174 en cazuela, 152 en tertulia y otras 200 en el "paraíso" y el escenario de 650 metros cuadrados mantiene las galerías laterales u “hombros”.
El teatro, además, alberga las salas Luis de Tejeda (que ocupa parte de un antiguo patio) y Rafael Grisolía, cada una con capacidad de alrededor de cien personas estando principalmente reservadas para seminarios, así como para el teatro de la Orquesta Académica de la provincia. También posee un museo en el cual, entre otros valores se preservan utilerías y vestuarios. El Teatro del Libertador posee, desde la segundo lustro del siglo XXI, el Edificio Anexo Carlos Guastavino cuyo frente tiene como dirección a la calle Duarte Quirós al 165. Ese nuevo anexo contiene dos bloques que proveen de nuevos espacios y que se conectan con el núcleo original del Teatro del Libertador. El Anexo Carlos Guastavino posee un bloque "A" en donde funcionan oficinas, el taller de luminotecnia, de vestuario y el sector de dirección y depósito de vestuario. En el bloque "B" se encuentran dependencias para artistas y un importante patio, con un gran taller de maquinarias que posee un puente-grúa y un portón de acceso directo al escenario, a este Teatro (el original y el de comienzos de siglo XXI) se encuentran unidos a través de una vieja torre del tanque de agua, que incluye escalera y ascensor para personal, en el primer lustro del siglo XXI este nuevo anexo constituye la más importante expansión del teatro cordobés desde su creación a fines del siglo XIX, aunque el límite de expansión cualicuantiva de este teatro se propone para un proyecto global mayor en el presente siglo.

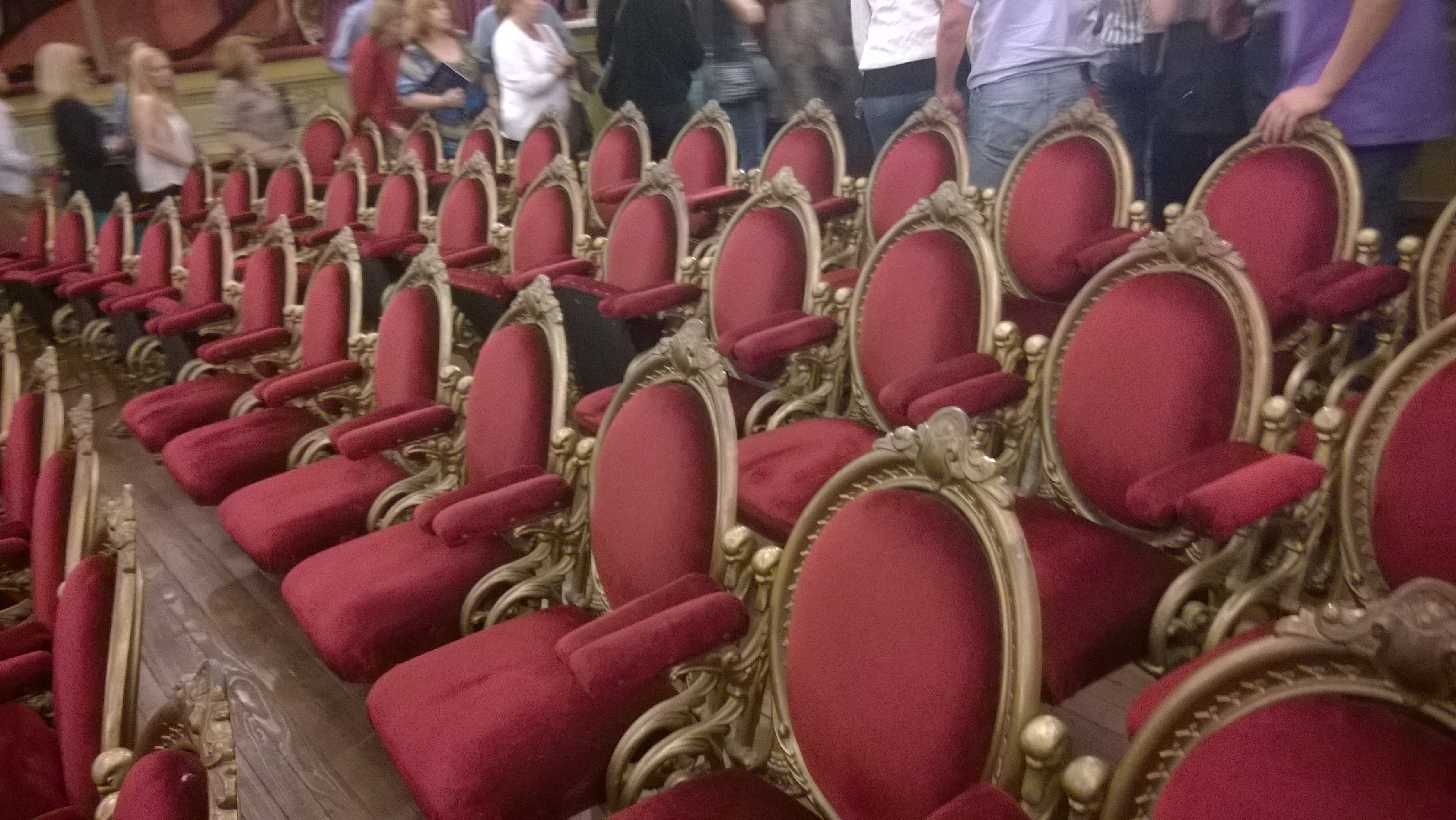
Platea del Teatro del Libertador San Martín

Es notable la posibilidad que tiene el piso de la platea de horizontalizarse totalmente mediante un sistema mecánico de subsuelo, quedando a nivel del escenario, con lo que al destornillar las butacas la sala podría ser empleada, excepcionalmente, como suntuoso salón de baile para algún evento festivo de alto nivel.
La histórica institución fue inaugurada el 26 de abril de 1891 con el nombre de Teatro Rivera Indarte. Popularmente conocido a fines de siglo XIX y principios de siglo XX como "El Teatro de la Calle Ancha" ("La calle ancha pasó a ser llamada más tarde Avenida Vélez Sársfield) o el "Teatro Nuevo".
Entre los primeros importantes directores y actores de teatro se destacó María Guerrero, quien popularizó el teatro clásico español en Argentina a partir de 1897. En los siguientes años actuaron en este teatro numerosos artistas clásicos de renombre internacional, por ejemplo: Enrico Caruso, Tito Schipa, Titta Ruffo, José Palet, Arthur Rubinstein y Camille Saint-Saëns, entre otros, y albergó el Festival Internacional de Música Contemporánea Córdoba (Argentina).
Actualmente este teatro es sede de la Orquesta Sinfónica de Córdoba, la Banda Sinfónica de la Provincia de Córdoba, la Orquesta Provincial de Música Ciudadana, el Coro Polifónico de la Provincia de Córdoba, el Coro de Cámara de la Provincia de Córdoba, el Coro del seminario de la provincia de Córdoba y el Ballet Oficial de la Provincia de Córdoba.
La institución fue rebautizada en honor del General José de San Martín en 1950 por orden del Presidente Juan Domingo Perón con motivo del centenario de la muerte del Libertador. Su nombre se cambió nuevamente a Rivera Indarte en 1956 (tras el derrocamiento de Perón) y recuperó la denominación de Libertador General San Martín, en 1973.

## Proceso constructivo
La construcción de una obra evolucionada para la época requería de profesionales con experiencia; por esto se decide contratar como director de obra al ingeniero Franceschi y como arquitecto diseñador a Francesco Tamburini ambos ya habían participado en la obra del Banco Provincial.
En abril de 1887 se firma el contrato con la empresa constructora Rivara y Cía, la cual estipula veintitrés meses para la entrega de la obra. En este contrato se detallan los costos, la cantidad y la mano de obra.
Entre mayo y junio del mismo año se da inicio a la construcción, debido a una crisis económica se debió ajustar un 30% los precios firmados en el contrato.
Con la obra en marcha en 1888 se contrata a Víctor Consigli que provee la maquinaria escénica y se enfrenta a la dificultad de construir un piso de platea con la complejidad de poder levantarlo al nivel del escenario para generar diferentes funcionalidades en la sala.
Para emplear los sistemas de seguridad el gobierno envió en 1889 al ingeniero Franceschi a Europa para investigar sobre los sistemas de incendio con el fin de elegir el más moderno para ese entonces para preservación del teatro. 
Se adoptó para provisión de agua bombas de vapor, las cuales requirieron de la construcción de un depósito de agua de 3.600 metros cúbicos y un recinto que albergara el sistema. 
En 1890 los contratistas piden el fin de obra, dejando el edificio sin concluir por diversos retrasos en la obra por pedidos del gobierno. Queda a cargo el subcontratista Nembrini Gonzaga para su terminación, limpieza y mantenimiento.
En 1891 se concluyó el edificio y en 1893 se entregó a la Municipalidad de Córdoba.

## Estructura y materialidad
La estructura original se compone por muros y fundaciones de mampostería, para el sostén de entrepisos se utiliza estructura metálica, y para los techos, bovedillas formadas con perfiles.

### Envolvente
En detalle el teatro está construido con un Muro de mampostería de ladrillo de un metro de espesor; a 2,70 metros de estos muros se compone una hilera de pilares de 1,15 metros por 0.80 metros que terminan en arcos de medio punto los cuales delimitan el escenario principal. El espacio entre muro y muro sirve para sostener los puentes de maniobra uno a 8,10 m y otro a 12,5 m sobre el piso de escenario terminado.

### Techo
La cubierta se compone de un sistema de cerchas metálicas a 2 aguas con una separación de 4,74 metros entre cerchas, también poseen tensores para reducir las deformaciones. Sobre las cerchas descansan correas metálicas para sujeción del techo de chapa.

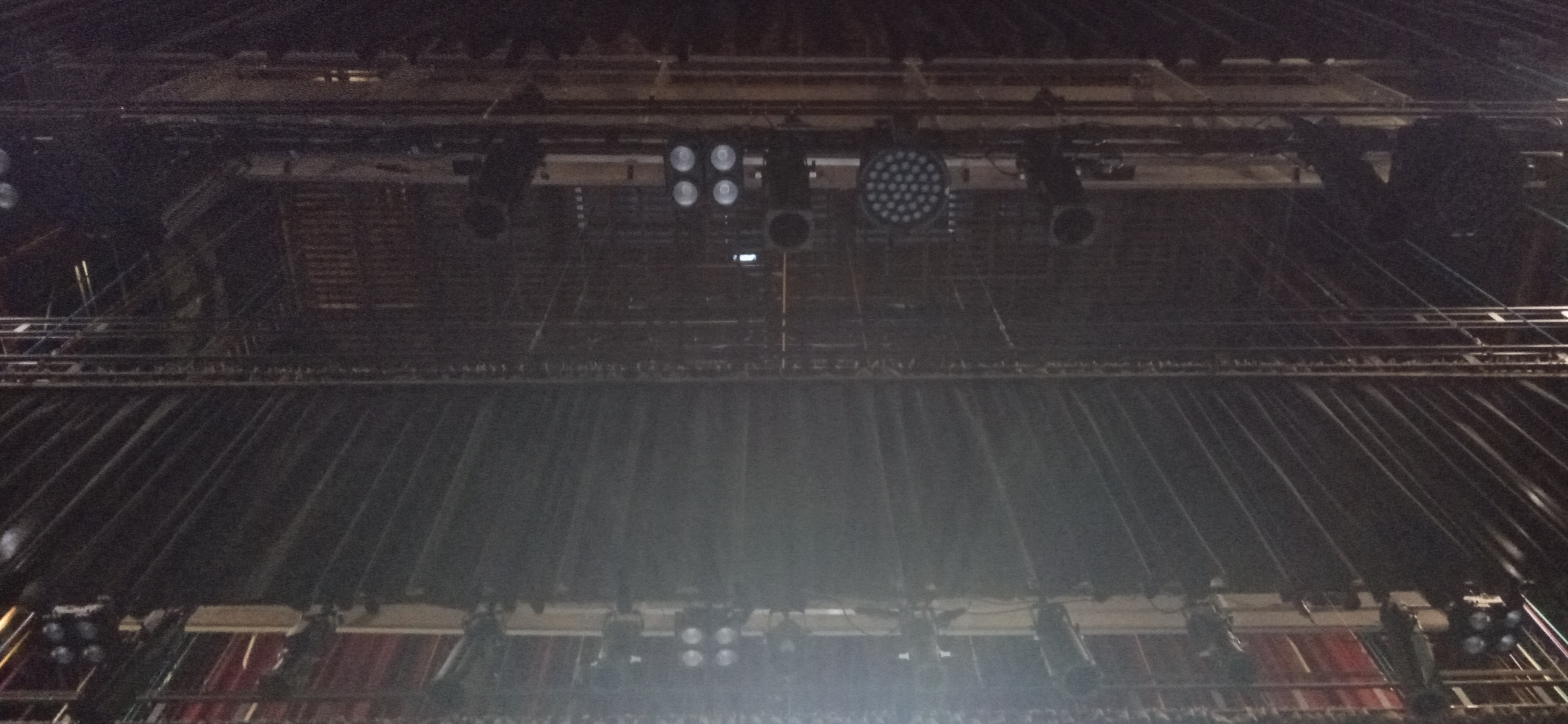
Parrilla de escena

### Telar
La Parrilla de escena lugar donde se opera la iluminación y la escenografía se encuentra ente los muros con pilares y ocupa la misma superficie que el escenario, pero a 20 metros de altura.
Se conforma de cinco vigas metálicas reticuladas, que descargan en los pilares, en sucesión sobre las vigas se poyan los tirantes de madera con mínima separación conformando así un espacio transitable para operar y a la vez permeable para la manipulación de los elementos colgantes.

### Escenario
Con un total de 475 metros cuadrados debieron construir una gran estructura metálica de pórticos formados por columnas y vigas para su sostén. Por Debajo se liberan 4 metros de sótano accesibles para los diferentes cambios de escena.